# Österreichisches Institut für Wirtschaftsforschung
Das Österreichische Institut für Wirtschaftsforschung (WIFO) ist ein als Verein organisiertes Wirtschaftsforschungsinstitut mit Sitz in Wien (auf dem Gelände Arsenal).
Das WIFO verfügt über ein jährliches Budget von 13,6 Millionen Euro (Stand 2021) und gilt damit als größtes österreichisches außeruniversitäres Wirtschaftsforschungsinstitut. Weitere österreichische außeruniversitäre Institute im Bereich der Wirtschaftswissenschaften sind das Institut für Höhere Studien (IHS) (11 Millionen Euro), Wiener Institut für Internationale Wirtschaftsvergleiche (wiiw) (3,8 Millionen Euro), Momentum Institut (1,6 Millionen Euro), Agenda Austria (1,2 Millionen Euro) und EcoAustria (500.000 Euro).

## Ziele, Aufgabenstellung und Mission

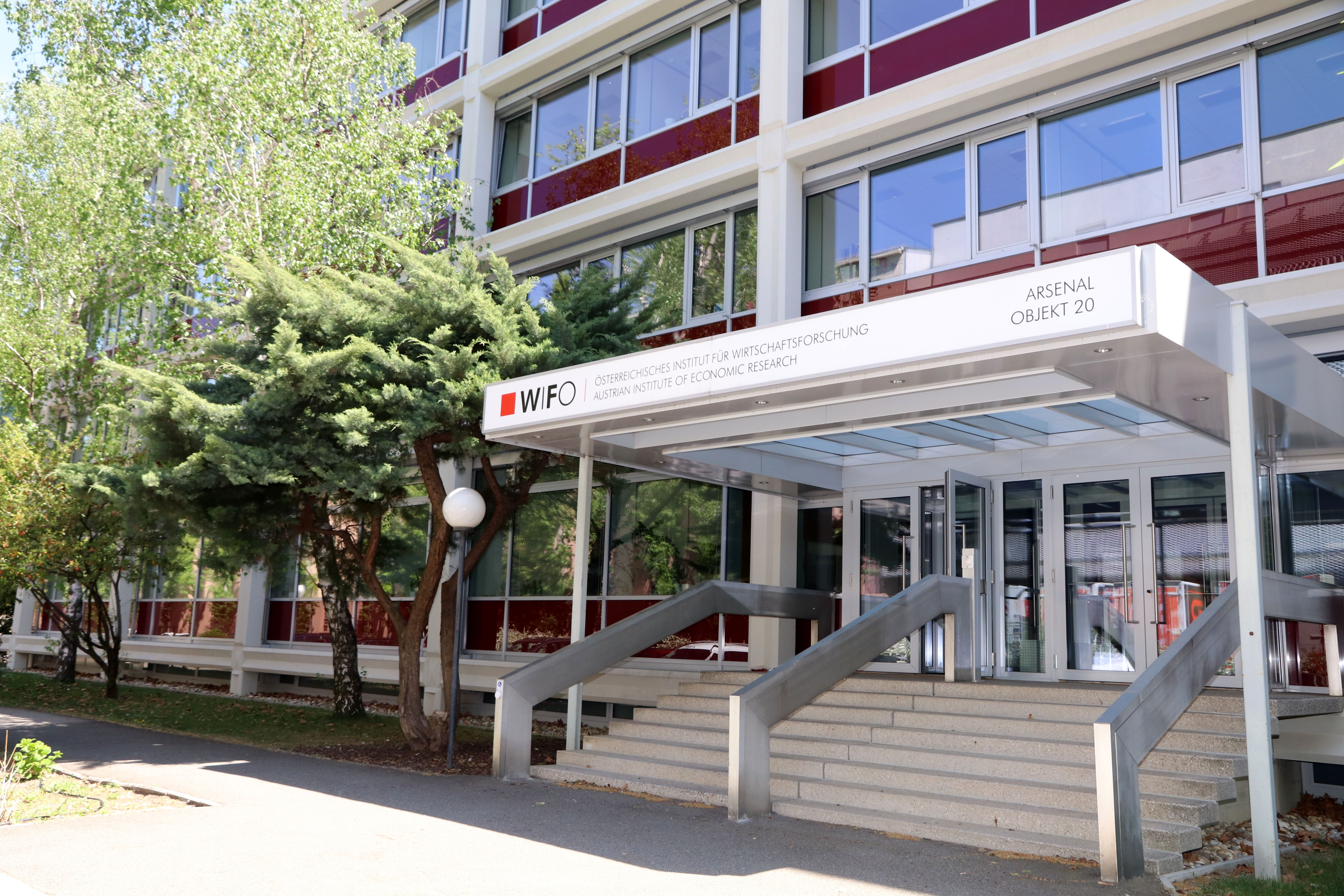
Sitz des WIFO im Wiener Arsenal

Erklärter Zweck ist die „Analyse der österreichischen und internationalen Wirtschaftsentwicklung“. Mit seinen Analysen versucht das Institut zur Fundierung und Versachlichung der wirtschaftspolitischen Diskussion beizutragen. Als unabhängiges Forschungsinstitut mit empirischer Ausrichtung beschäftigt es sich mit der österreichischen und zunehmend auch mit der europäischen Wirtschaftspolitik. Bekannt ist das WIFO für seine kurz- und mittelfristigen Konjunkturprognosen.
Das WIFO verfolgt nach eigenen Angaben „die Mission, eine Brücke zwischen akademischer Grundlagenforschung und wirtschaftspolitischer Anwendung zu schlagen, um zur Lösung sozioökonomischer Herausforderungen beizutragen.“ Im September 2024 veröffentlichte das WIFO eine Simulation von Änderungen des Pensionssystems.
Das WIFO ist Konsultationspartner für internationale Organisationen (etwa die Europäische Union, die OECD und den IWF) und Rating-Agenturen hinsichtlich der nationalen Wirtschaftsentwicklung und der Einschätzung wirtschaftspolitischer Maßnahmen.

## Organisation und Struktur
Die Rechtsform ist ein Verein. Die Finanzierung wird durch Mitgliedsbeiträge der institutionellen Träger (darunter das Bundesministerium für Finanzen sowie die Mitglieder der österreichischen Sozialpartnerschaft) und zu einem kleinen Teil von Unternehmen und Privatpersonen gesichert. Öffentliche Fördermittel unterstützen die Grundlagenforschung. Seit 1. Oktober 2021 wird das Institut von Gabriel Felbermayr geleitet. Er folgte in dieser Funktion auf Christoph Badelt. Derzeit werden etwa 100 Mitarbeiter (in Vollzeitäquivalenten) beschäftigt.

## Geschichte des Instituts
Das WIFO wurde 1927 als „Österreichisches Institut für Konjunkturforschung“ von Friedrich August von Hayek und Ludwig von Mises nach dem Vorbild von Ernst Wagemanns in Berlin ansässigen Institut für Konjunkturforschung gegründet. Ab 1937 wirkte auch Alexander Gerschenkron am Institut.
Als Nachfolger Oskar Morgensterns wirkte von 1936 bis 1939 Reinhard Kamitz als Leiter, der auch 1938 die Eingliederung in Wagemanns Institut durchführte. Das Institut wurde zunächst in „Wiener Institut für Wirtschafts- und Konjunkturforschung“ und später in „Wiener Institut für Wirtschaftsforschung“ umbenannt.
Nach dem Krieg wurde das Institut unter der Bezeichnung „Österreichisches Institut für Wirtschaftsforschung“ von Franz Nemschak wieder ins Leben gerufen. Ihm folgten als Leiter Hans Seidel, Helmut Kramer, Karl Aiginger (2005–2016) und Christoph Badelt 2016–2021 Mit 1. Oktober 2021 folgte ihm Gabriel Felbermayr nach.
2018 folgte Harald Mahrer Christoph Leitl als Präsident des Wirtschaftsforschungsinstituts nach, Renate Anderl folgte auf Rudolf Kaske als Vizepräsidentin. Weitere Vizepräsidentin ist Ingrid Kubin von der Wirtschaftsuniversität Wien.

## Forschung am WIFO
Angewandte Wirtschaftsforschung ist der Kernbereich der Vereinsarbeit. Die Tätigkeiten sind in fünf Forschungsbereiche gegliedert:
1. Makroökonomie und Europäische Wirtschaftspolitik
2. Arbeitsmarkt, Einkommen und soziale Sicherheit
3. Industrieökonomie, Innovation und internationaler Wettbewerb
4. Strukturwandel und regionale Entwicklung
5. Umwelt, Landwirtschaft und Energie

Zudem gibt es Fokusthemen, an denen bereichsübergreifend gearbeitet wird:
- Ageing
- Digitalisierung
- Europäische Herausforderungen
- Konjunkturanalyse und -prognose
- Nachhaltigkeit und Inklusivität
- Wettbewerbsfähigkeit
- Wirkung wirtschaftspolitischer Maßnahmen

Die Gründer, Ludwig von Mises und der spätere Nobelpreisträger Friedrich von Hayek gelten als führende Repräsentanten der österreichischen Schule der Nationalökonomie. Nach dem Krieg setzte sich in der makroökonomischen Analyse am WIFO der Keynesianismus durch. Der enge Kontakt des WIFO zur Politik zeigte sich während dieser Zeit z. B. darin, dass der frühere Leiter Hans Seidel 1981 als Staatssekretär in die Regierung berufen wurde.
Heute prägt eine Vielfalt von Methoden und theoretischen Ansätzen die Arbeit in den Forschungsbereichen. So verfügt das WIFO über Modelle zur Analyse mikro-, makro-, regional- und umweltökonomischer Fragestellungen und umfassendes ökonometrisches Know-how. Auch der Umgang und die Visualisierung von komplexen Daten sowie die Detailkenntnis über die institutionellen Grundlagen der nationalen und internationalen Wirtschaftspolitik zählen zu den Kompetenzen des Institutes.
Die Forschungsbereiche des WIFO eint die Ausrichtung auf angewandte empirische und wirtschaftspolitische Fragen und ein proaktives Politikverständnis bezüglich der Rolle des Staates in einer Marktwirtschaft mit offenen Grenzen und sich wandelnder Globalisierung. Das WIFO verfolgt eine wissenschaftliche Beratungsrolle und versteht sich als Brücke zwischen Wirtschaftstheorie, Empirie und Politik.

## Kooperationen, Gremien und Beiräte
Die Ökonominnen und Ökonomen des WIFO bringen ihre Fachexpertise in rund 90 Gremien und Beiräten ein, darunter:
- Fiskalrat
- Alterssicherungskommission
- Beirat für Wirtschafts- und Sozialfragen
- Wettbewerbskommission
- Außenwirtschaftspolitischer Beirat
- Statistik Austria
- IIASA
- Europäisches Forums Alpbach
- KDZ – Zentrum für Verwaltungsforschung
- Österreichischen Gesellschaft für Europapolitik
- Kommissionen und Arbeitsgruppen der Europäischen Union

Die wirtschaftlichen Ziele schließen laut WIFO neben Wachstum und Einkommen auch andere Elemente einer Wohlfahrtsfunktion ein, wie es in der Diskussion aufgezeigt wird, die das Bruttoinlandsprodukt als alleinigen Wohlfahrtsmaßstab in Frage stellt. Die Osteuropaforschung stellte schon früh einen Schwerpunkt des WIFO dar. Sie wurde in den siebziger Jahren zu einer selbständigen Forschungseinrichtung: dem Wiener Institut für Internationale Wirtschaftsvergleiche (WIIW).
Darüber hinaus ist das WIFO an internationalen und nationalen wissenschaftlichen Netzwerken beteiligt, um auf diese Weise den wissenschaftlichen Austausch auf Fachebene zur forcieren, darunter:
- Association of European Conjuncture Institutes (AIECE)
- Centre for International Research on Economic Tendency Surveys (CIRET)
- European Forecasting Research Association for the Macro-Economy (Euroframe)
- Euroconstruct
- Trade Economist Network
- Forschungsschwerpunkt Internationale Wirtschaft (FIW)
- Nationalökonomische Gesellschaft (NOeG)

## Personen
- Karl Aiginger, Leiter von 2005 bis 2016
- Christoph Badelt, Leiter von 2016 bis 2021
- Gudrun Biffl, 1975 bis 2009 wissenschaftliche Mitarbeiterin
- Lothar Bosse, ab 1949
- Fritz Breuss
- Felix Butschek, 1962 bis 1997, ab 1981 stellvertretender Leiter
- Gabriel Felbermayr, Direktor seit 2021
- Alois Guger, 1981 bis 2009 wissenschaftlicher Mitarbeiter
- Stephan Koren, Mitarbeiter von 1945 bis 1965
- Helmut Kramer, Leiter von 1981 bis 2005
- Kurt Kratena, Mitarbeiter von 1993 bis 2015
- Kazimierz Łaski, 1969 bis 1971 wissenschaftlicher Referent
- Christine Mayrhuber, Senior Economist, Arbeitsmarktökonomie, Pensionsexpertin[25][26][27]
- Peter Milford-Hilferding
- Kurt W. Rothschild, von 1947 bis 1966 wissenschaftlicher Referent
- Margit Schratzenstaller, von 2006 bis 2008 und 2016 bis 2019 stellvertretende Leiterin des WIFO
- Josef Steindl
- Stephan Schulmeister, 1972 bis 2012 wissenschaftlicher Mitarbeiter
- Ewald Walterskirchen, 1970 bis 2010 wissenschaftlicher Mitarbeiter